# Бобченок, Никита Николаевич
Никита Николаевич Бобченок (бел. Мікіта Мікалаевіч Бабчонак; род. 4 сентября 1999, Могилёв) — белорусский футболист, нападающий клуба «Орша».

## Клубная карьера
В 2017 году стал выступать за дублирующий состав могилёвского «Днепра». Со второй половины 2018 года стал основным игроком в дубле. В марте 2019 года, после того как стало известно об объединении «Днепра» с минским «Лучом», он присоединился к объединенной команде, которая получила название «Днепр», где стал играть за дубль.
Летом 2019 года начал привлекаться в основную команду. В Высшей лиге дебютировал 20 июня 2019 года, выйдя на замену во второй половине матча с минским «Динамо» (0:2). В августе 2019 года он проходил просмотр в «Лиде», но в итоге вернулся в могилёвский клуб. В 2020 году выступал «Днепр» во Второй лиге, где стал плотно появляться на поле, чередуя появления в стартовом составе и замену. В январе 2021 года продлил контракт с могилёвским клубом. В сезоне 2021 он редко появлялся на поле в Первой лиге.
В июле 2021 года по соглашению сторон покинул «Днепр» и вскоре присоединился к «Орше». В феврале 2023 года продлил контракт с оршанским клубом.

## Статистика
| Сезон    | Дивизион | Клуб            | Страна        | Матчи | Голы |
| -------- | -------- | --------------- | ------------- | ----- | ---- |
| 2017     | дубль    | Днепр (Могилёв) | Флаг Беларуси | 23    | 0    |
| 2018     | дубль    | Днепр (Могилёв) | Флаг Беларуси | 26    | 5    |
| 2019     | Д1       | Дняпро          | Флаг Беларуси | 1     | 0    |
| 2020     | Д3       | Днепр-Могилёв   | Флаг Беларуси | 23    | 5    |
| 2021 (1) | Д2       | Днепр-Могилёв   | Флаг Беларуси | 1     | 0    |
| 2021 (2) | Д2       | Орша            | Флаг Беларуси | 10    | 0    |
| 2022     | Д2       | Орша            | Флаг Беларуси | 20    | 2    |

## Достижения
- Чемпион Второй лиги Беларуси: 2020